# Quai du Roi Albert
Le quai du Roi Albert est une artère de la ville belge de Liège située sur la rive droite de la Dérivation puis de la Meuse dans la section de Bressoux et le quartier de Droixhe.

## Odonymie
Ce quai rend hommage au troisième roi des Belges : Albert Ier (né en 1875, roi en 1909, décédé en 1934). Auparavant, le quai s'appelait quai Henvart, du nom d'un conseiller communal de Grivegnée.

## Situation et description
La route nationale 90 emprunte le quai. Comme les autres quais longeant la rive droite de la Dérivation depuis le pont des Vennes, la circulation automobile se fait en sens unique sur deux bandes d'amont vers l'aval, du quai Bonaparte vers le pont Atlas.  
Au nord du carrefour avec l'avenue de Nancy, le quai est doublé par l'avenue Georges Truffaut et devient une voie rapide à double sens de circulation automobile passant sous le prolongement du pont Atlas pour se fondre quelques hectomètres plus loin dans l'autoroute E25 en direction de Maastricht. L'avenue Georges Truffaut reste parallèle au quai jusqu'à l'absorption de ce dernier dans l'E25. Dans le sens d'aval vers l'amont, le quai donne accès au pont Biais qui mène au quai du Barbou et à Outremeuse.

## Architecture
Parmi les immeubles les plus anciens du quai, deux sont à épingler : 
- Au no 32, une maison de style Art nouveau placée en oblique par rapport au quai. Elle a été réalisée au début du XXe siècle par l'architecte Maurice Devignée et restaurée en 2016[1].
- Au no 53, une maison de style néo-classique de la fin du XIXe siècle formée de cinq travées et située un peu en retrait du quai à l'arrière d'une petite cour grillagée[2].

Ces deux immeubles sont repris à l'inventaire du patrimoine culturel immobilier de la Wallonie.

## Voiries adjacentes
- Quai Bonaparte
- Pont de Bressoux
- Rue du Marché
- Rue de Porto
- Rue du Quai
- Rue Foidart
- Avenue de Nancy
- Avenue Georges Truffaut
- Pont Biais
- Rue Jean-Mathieu Nisen
- Avenue de Lille
- Pont Atlas
- Autoroute E25